# Wonoketro
Wonoketro is een bestuurslaag in het regentschap Ponorogo van de provincie Oost-Java, Indonesië. Wonoketro telt 2132 inwoners (volkstelling 2010).